# ملكة جمال الكون 1962
ملكة جمال الكون 1962 هي مسابقة ملكة جمال الكون الحادي عشر في تاريخ مسابقة ملكة جمال الكون منذ انطلاقتها عام 1952، عقدت المسابقة في 14 يوليو 1962 في قاعة ميامي بيتش في ميامي بيتش، فلوريدا، الولايات المتحدة. في نهاية الحدث توجت ملكة جمال الأرجنتينية نورما نولان من قبل ملكة جمال السابقة الألمانية مارلين شميت. التي أصبحت الممثلة الأول والوحيد لبلده الحاصلة على لقب ملكة جمال الكون. حيث اختارتها هيئة المحلفين المؤلفة من تسعة أشخاص من بين إجمالي اثنين وخمسين مرشحة، يمثلون نفس العدد من البلدان والأقاليم، الذين شاركوا في هذه النسخة من المسابقة التي عقدت للمرة الثالثة على التوالي في المدينة ميامي بيتش بالولايات المتحدة.

## النتائج

### المراكز النهائية
| النتائج النهائية     | المتنافسة |
| -------------------- | --- |
| ملكة جمال الكون 1962 | - الأرجنتين - نورما نولان |
| الوصيفة الأولى       | - آيسلندا - آنا جيرسدوتير |
| الوصيفة الثانية      | - فنلندا - أنيا أوليكي جارفينين |
| الوصيفة الثالثة      | - تايوان - هيلين ليو شيو مان |
| الوصيفة الرابعة      | - البرازيل - ماريا أوليفيا ربوساس |
| أفضل 15              | - النمسا - كريستا ليندر - كندا - مارلين ماكفاتريدج - كولومبيا - أولغا لوسيا بوتيرو أوروزكو - إنجلترا - كيم كارلتون - هايتي - إيفلين ميوت - إسرائيل - يهوديت مازور - كوريا - سيو بوم جو - لبنان - نهاد كبابي - نيوزيلندا - ليزلي مارغريت نيكولز - الولايات المتحدة - ماكل ويلسون |

## المتسابقات
- الأرجنتين - نورما نولان
- النمسا - كريستا ليندر
- بلجيكا - كريستين ديليت
- بوليفيا - غابرييلا روكا دياز
- البرازيل - ماريا أوليفيا ربوساس
- كندا - مارلين ماكفاتريدج
- سيلان - إيفون داروزاريو
- كولومبيا - أولغا لوسيا بوتيرو أوروزكو
- كوستاريكا - هلفيتيا ألبونيكو
- كوبا - أورورا برييتو
- داهومي - جيليت هازومي
- جمهورية الدومينيكان - سارة أوليمبيا فروميتا
- الإكوادور - إيلين أورتيجا هوجن
- إنجلترا - كيم كارلتون
- فنلندا - أنيا أوليكي جارفينين
- فرنسا - سابين سورغيت
- ألمانيا - جيزيلا كارسشوك
- اليونان - كريستينا أبوستولو
- هولندا - ماريان فان دير هايدن
- هايتي - إيفلين ميوت
- هونغ كونغ - شيرلي بون
- أيسلندا - آنا جيرسدوتير
- جمهورية أيرلندا - جوزي دواير
- إسرائيل - يهوديت مازور
- إيطاليا - ايسى ستوبي
- اليابان - كازوكو هيرانو
- كوريا - سيو بوم جو
- لبنان - نهاد كبابي
- لوكسمبورغ - فرناندي كودش
- مالايا - ساره الحبشي عبد الله
- المغرب - جينيت بوينافينتس
- نيوزيلندا - ليزلي مارغريت نيكولز
- النرويج - جولي إيج
- باراغواي - كورينا رولان إسكوارزا
- بيرو - سيلفيا روث ديديكينغ
- الفلبين - جوزفين استرادا براون
- البرتغال - ماريا خوسيه سانتوس ترينداد ديفولوي
- بورتوريكو - آنا سيليا سوسا
- جمهورية الصين - هيلين ليو شيو مان
- اسكتلندا - فيرا باركر
- سنغافورة - جولي كوه موت لي
- جنوب أفريقيا - لينيت غامبل
- إسبانيا - كونشيتا رويج أوربي
- السويد - مونيكا روجبي
- سويسرا - فرانسين ديلويل
- تاهيتي - كاتي بونر
- تركيا - بهاد جولاي سيزر
- الأوروغواي - نيللي بيترسين فاسيغالوز
- الولايات المتحدة - ماكل ويلسون
- فنزويلا - فيرجينيا بيلي
- جزر العذراء الأمريكية - خوانيتا مونيل
- ويلز - هازل ويليامز

## الروابط الخارجية
- موقع ملكة جمال الكون الرسمي